# Our Fragrance
Pour plus de détails, voir Fiche technique et Distribution.
Our Fragrance (en coréen 우리의 향기 ; Uriui hyanggi) est un film nord-coréen écrit par Ri Suk Gyong, produit et réalisé par Jon Jong Pal et sorti en 2003. Le film est un des rares exemples d'un essai en matière de comédie de la part des cinéastes nord-coréens.

## Synopsis
Malgré l'échec d'une tentative de matchmaking à travers leurs grands-parents, Pyongho et Saebyol seront réunis par leur sort quand ils vont participer au défilé de mode du printemps de Pyongyang. Modélisant la mode et les vertus d'un couple marié, leurs familles se rencontrent pour discuter de leur possible union. Pourtant, la tradition contre l'influence étrangère s'infiltrant dans la société deviennent des thème en même temps que des malentendus créent des problèmes entre les deux familles et le jeune couple. La morale du film est que les traditions ne devraient pas être abandonnées, et que les cultures ne devraient pas s'empiéter les unes sur les autres,.

## Fiche technique
- Titre original : Our Fragrance
- Titre français : Notre Fragrance (traduit)
- Réalisation : Jon Jong Pal
- Production: Jon Jong Pal
- Scénario : Ri Suk Gyong
- Pays d'origine : Corée du Nord
- Langue originale : Coréen
- Genre : Comédie romantique
- Durée : 81 minutes
- Dates de sortie : 2003

## Distribution
- Jong Un Mo
- Kim Un Yong
- Ri Yun Su
- Kim Yong Suk
- Kim Song Ok
- Ri Kwang Son